# Fàbrica d'olis (l'Hospitalet de Llobregat)
La Fàbrica d'olis de l'Hospitalet de Llobregat (Barcelonès) és un antic edifici industrial protegit com a bé cultural d'interès local.

## Descripció
És un edifici de planta baixa, dos pisos i golfes amb terrat pla. A la façana principal, al primer i segon pis, hi ha una tribuna de dos pisos amb teulada a una vessant. A la façana lateral les obertures són rectangulars (excepte les de les golfes que són quadrades) i segueixen un ritme regular. Els materials emprats són el maó, el vidre i el ferro i està construït a partir de línies verticals i horitzontals.

## Història
Fou construït l'any 1930 com a magatzem d'olis i despatxos de la mateixa casa. L'any 1975 va passar a propietat de l'ajuntament, que després d'algunes reformes interiors que no varen afectar la seva estructura, la va convertir en local de l'aula de cultura de Santa Eulàlia i casal d'avis.